# Marland Pratt Billings
Marland Pratt Billings (* 11. März 1902 in Boston; † 9. Oktober 1996 in Peterborough, New Hampshire) war ein US-amerikanischer Strukturgeologe. Er wurde als eine der führenden Autoritäten auf dem Gebiet der Geologie Nordamerikas betrachtet.

## Wissenschaftliche Laufbahn
Billings durchlief seine Schulausbildung an der Roxbury Latin School in Boston. Den B.A. legte er 1923 ab, seinen M.A. 1925 und seinen Ph.D. im Jahr 1927 an der Harvard University.
Während eines Großteils seiner akademischen Karriere war er Professor der Geologie an der Harvard University. Er trat der Fakultät im Jahr 1931 bei und ließ sich im Jahr 1972 emeritieren. 1946 bis 1951 stand er seiner Fakultät vor und er war Kurator am Geologischen Museum. Für eine kurze Zeit unterrichtete er nach seiner Promotion am Bryn Mawr College. Im Zweiten Weltkrieg wertete er strategische Nickelvorkommen in Neukaledonien aus.
Er ist vor allem für seine Erforschung der komplexen Geologie der Appalachen bekannt. Mit anderen unterschied er drei Gebirgsbildungsphasen im Paläozoikum (Taconian, Acadian, Alleghenian).
Während der 1950er Jahre studierte Billings die Geologie der Umgebung von Boston, vor allem bei der Anlage von Entwässerungs- und Abwassertunneln, die durch Boston Metropolitan District Commission angelegt wurden. Seine geologischen Forschungen führten ihn darüber hinaus nach Island, Japan und Australien.
Marland war seit 1938 mit Katharine Fowler-Billings verheiratet, einer erfolgreichen Naturforscherin und Geologin. Mit ihr hatte er einen Sohn.

## Ehrungen
- 1987 Penrose-Medaille der Geological Society of America
- Ehrendoktor der Washington University in St. Louis und der University of New Hampshire

## Mitgliedschaften
- 1938 wurde Billings in die American Academy of Arts and Sciences gewählt.[1]
- 1959 Präsident der Geological Society of America[2]
- American Geophysical Union[3]
- Mineralogical Society of America
- National Academy of Sciences
- Seismological Society of America

## Werke (Auswahl)
- 1932: Origin of the Appalachian Highlands. (mit C. R. Williams)
- 1935: Geology of the Littleton and Moosilauke quadrangles.
- 1935: Geology of the Franconia quadrangle.
- 1942: Structural Geology. ISBN 0-87692-059-8
- 1946: The Geology of the Mt. Washington Quadrangle.
- 1955: A Geological Map of New Hampshire.
- 1956: Geology of New Hampshire.
- 1965: Chemical analyses of rocks and rock-minerals from New Hampshire.
- 1965: Geology of the Gorham Quadrangle: New Hampshire-Maine.
- 1966: Geology of the Malden tunnel, Massachusetts.
- 1975: Geology of the North Metropolitan Relief Tunnel, great Boston, Massachusetts.
- 1980: Bedrock geology of New Hampshire (The Geology of New Hampshire).